# Таганрогский залив
Таганро́гский зали́в (укр. Таганрозька затока) расположен в северо-восточной части Азовского моря и является его крупнейшим заливом.

## География

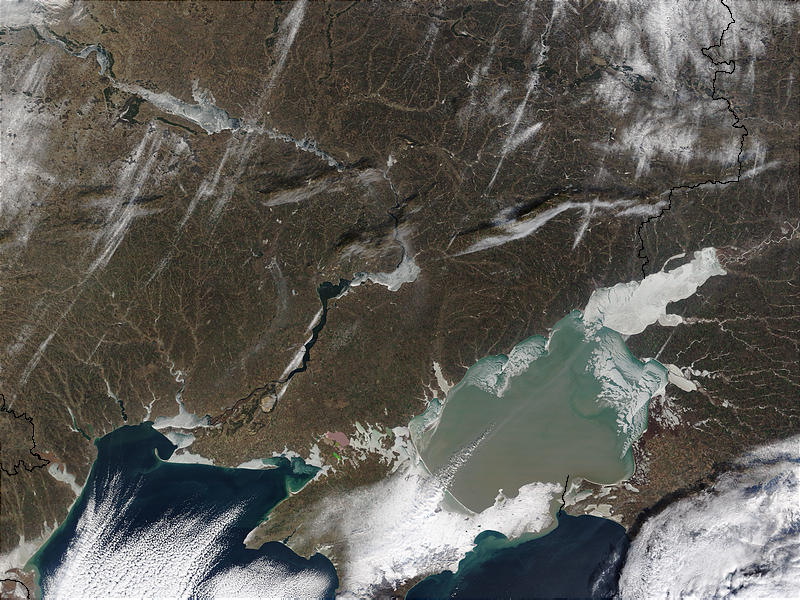
Снимок с орбиты: часть Чёрного моря, Азовское море и Таганрогский залив (верхняя правая часть снимка) зимой

Таганрогский залив отделён от моря косами Долгой и Белосарайской. Длина залива составляет около 140 км, ширина у входа 38 км. Таганрогский залив мелководнее, чем Азовское море и имеет очень ровный рельеф дна. Его средняя глубина составляет 4,9 м, объём — 25 км³. Площадь Таганрогского залива — 5600 км². Как правило, замерзает с декабря по март, хотя в мягкие зимы может не замерзать совсем. Для залива характерны сейшеобразные течения с суточным периодом, направленные днем к реке, а ночью в море, вызывающие суточные колебания уровня, достигающие у Таганрога амплитуды 50-80 см. При сильном ветре такие колебания исчезают.

## Гидрография
В Таганрогский залив впадают реки Дон, Кальмиус, Миус и Ея. Основной причиной возникновения течений является ветер, вызывающий течения, в основном, смешанного типа: непосредственно от воздействия ветрового поля на воду, так и образующиеся после сгонно-нагонного перемещения водных масс (компенсационного типа). Стоковые течения заметны только при штилевой погоде или ледовом покрове. Концентрация солёной воды в заливе неравномерна. Восточная, наиболее мелководная часть залива, в которую непосредственно поступают воды Дона, опреснена, а западная наиболее осолонена, так как часто подвергается непосредственному воздействию азовской воды.
Мариуполь, Таганрог и Ейск являются основными портами Таганрогского залива.
На северном побережье Таганрогского залива находится более 25 мустьерских местонахождений (Рожок I—III, Левинсадовка, Беглицкая и др.). У хутора Рожок на многослойной стоянке Рожок 1 (микулинское межледниковье) в IV (мустьерском) слое был найден коренной зуб палеоантропа, в морфологии которого, наряду с архаичными особенностями, выделены и сапиентные. В юго-восточной части Таганрогского залива, у села Семибалки, находится палеонтологическое местонахождение эпохи плейстоцена из останков и крупных, и мелких млекопитающих. Находки отнесены к морозовскому горизонту, черевичанской фазе и верхнечеревичанской ассоциации (таманский фаунистический комплекс). Эплейстоценовый возраст находок предполагает возможность обнаружения здесь следов жизнедеятельности древнейшего человека, чьё существование могли поддерживать стадные травоядные обитатели степной зоны в начале четвертичного периода.

## История
На побережье Таганрогского залива в XIX веке существовала купеческая биржа.